# Димбах (Пфальц)
Димбах (нем. Dimbach) — община в Германии, в земле Рейнланд-Пфальц.
Входит в состав района Юго-западный Пфальц. Подчиняется управлению Хауэнштайн. Население составляет 166 человек (на 31 декабря 2010 года). Занимает площадь 2,19 км².